# مجزرة القسطنطينية 1821

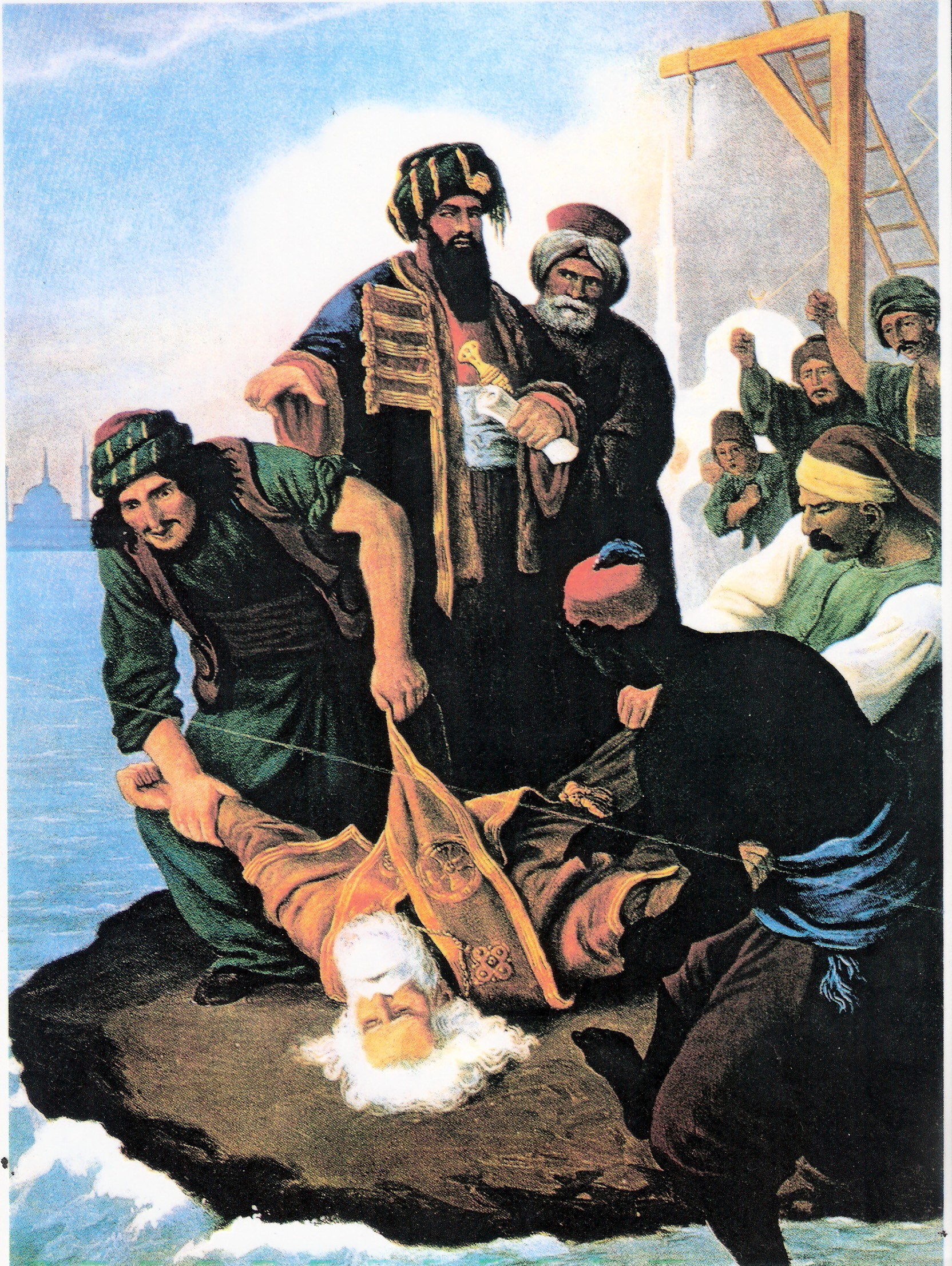
لوحة إعدام البطريرك غريغوريوس الخامس في مضيق البوسفور، بريشة بيتر فون هيس.

مجزرة القسطنطينية 1821 هي مجزرة قامت بها سلطات الدولة العثمانية ضد المجتمع اليوناني في مدينة القسطنطينية (إسطنبول) انتقامًا لاندلاع حرب الاستقلال اليونانية (1821-1830). بمجرد وصول خبر الانتفاضة اليونانية إلى العاصمة العثمانية، حصلت عمليات إعدام جماعية، ومجازر من نوع الهجمات، وتدمير الكنائس، ونهب ممتلكات السكان اليونانيين في المدينة. كما وذبح أيضًا عدة مئات من التجار اليونانيين في المدينة. توجت المجازر عندما أمر السلطان العثماني محمود الثاني بشنق بطريرك القسطنطينية الأرثوذكسي غريغوريوس الخامس المقيم في أسطنبول بعد أن اتهمه بالفشل بضبط المسيحيين اليونانيين في طاعة السلطات العثمانية، وذلك بحسب المهمة التي كان من المفترض أن ينفذها، وتم ذلك مباشرة بعد احتفال البطريرك بقداس عيد الفصح عام 1821 وأعدم وهو مرتدٍ كمال زيه الديني، وإكراماً لذكراه تم إغلاق بوابة المجمع البطريركي منذ ذلك الحين وحتى يومنا هذا.
كانت الأحداث في القسطنطينية واحدة من الأسباب التي أدت إلى المجازر ضد المجتمعات التركية في المناطق التي كانت الانتفاضة في أوجها نفذت المجازر من قبل السلطات العثمانية، وفي حين أدعت السلطات على أن المجاز مجرد رد فعل سياسي لاندلاع الثورة اليونانية، والتي تركزت في جنوب اليونان. لم تكن هناك علاقة بين ضحايا هذه الأعمال وبين الثورة، كما ولم تجر أية تحقيقات جدية من الجانب العثماني من أجل إثبات أن هناك أي نوع من التدخل من قبل الشعب أو تنفيذ فيهم حكم الإعدام.
ذكرت الصحيفة الفرنسية الدستور (بالفرنسية: Le Constitutionnel) في 21 مايو 1821 أن السلطات العثمانية قررت رسميًا «ذبح جميع الرعايا المسيحيين في الدولة العثمانية». وقالت الصحيفة نفسها أن الحكومة العثمانية كانت نيتها «محو المسيحية من على وجه الأرض». وقدم السفيران البريطاني والروسي احتجاجات قوية إلى الدولة العثمانية كرد فعل على إعدام البطريرك. واحتج السفير الروسي على وجه الخصوص، بارون ستروغانوف ضد هذا النوع من المعاملة تجاه المسيحيين الأرثوذكس، في حين بلغ ذروته الاحتجاجية بعد وفاة البطريرك. في يوليو من عام 1821، أعلن ستروغانوف أنه إذا استمرت المذابح ضد الإغريق، فإن هذا سيكون عملاً حربياً من قبل الباب العالي ضد جميع الدول المسيحية. كما تأثر الرأي العام في الدول الأوروبية بالأحداث، وخاصةً في الإمبراطورية الروسية.
كانت الأحداث في القسطنطينية أحد الأسباب التي أدت إلى مجازر ضد المجتمعات التركية في المناطق التي كانت فيها الانتفاضة على قدم وساق. ومن ناحية أخرى، تم إلغاء جزء من سلطة البطريرك المسكوني، والذي تم حصل عليه عام 1453. وكانت الدولة العثمانية قد كُلفت بها للبطريركية حتى ذلك الوقت باعتبارها الممثل الوحيد للجماعات الأرثوذكسية في الدولة. وبصرف النظر عن زعيم الملة الأرثوذكسية، كان البطريرك الأرثوذكسي مسؤولاً أيضاً عن الحقوق القانونية والإدارية والتعليمية لجماعته. ولم تسترد البطريركية قوتها من الفظائع التي وقعت في المدينة عام 1821.